# Jonathan González (ekwadorski piłkarz)
Jonathan David González Valencia (ur. 3 lipca 1995 w Quinindé) – ekwadorski piłkarz występujący na pozycji prawego skrzydłowego, obecnie zawodnik Independiente del Valle.

## Kariera klubowa
González jest wychowankiem akademii juniorskiej CS Norte América z miasta Guayaquil, skąd w 2010 roku przeniósł się do występującego w najwyższej klasie rozgrywkowej klubu Independiente del Valle z siedzibą w Sangolquí, słynącego z dobrej pracy z młodzieżą. Już po kilku miesiącach został włączony do pierwszego zespołu przez argentyńskiego trenera Julio Asada i w ekwadorskiej Serie A zadebiutował mając zaledwie piętnaście lat, 29 stycznia 2011 w przegranym 1:2 spotkaniu z Deportivo Cuenca. Przez pierwsze dwa sezony pełnił wyłącznie rolę rezerwowego, aby podczas rozgrywek 2013 zostać kluczowym piłkarzem formacji ofensywnej Independiente. Premierowego gola w pierwszej lidze strzelił 28 kwietnia 2013 w zremisowanej 1:1 konfrontacji z Emelekiem, a w tym samym sezonie wywalczył ze swoją drużyną wicemistrzostwo Ekwadoru. W 2014 roku kontynuował swoją dobrą passę – został wówczas wybrany w oficjalnym plebiscycie najlepszym młodym zawodnikiem ligi ekwadorskiej.
Wiosną 2015 González został piłkarzem meksykańskiego Universidadu de Guadalajara, w którego barwach 11 stycznia 2015 w wygranym 1:0 meczu z Monterrey zadebiutował w tamtejszej Liga MX. Od razu został podstawowym graczem ekipy; pierwsze bramki w lidze meksykańskiej zdobył 9 maja tego samego roku w wygranym 2:0 pojedynku z Cruz Azul, dwukrotnie wpisując się na listę strzelców, jednak na koniec rozgrywek 2014/2015 spadł z Universidadem do drugiej ligi. Sam pozostał jednak na najwyższym szczeblu, bezpośrednio po relegacji za sumę czterech milionów dolarów zasilając Club León. Tam już w pierwszym, jesiennym sezonie Apertura 2015 dotarł do finału krajowego pucharu – Copa MX, lecz trapiony kontuzjami nie potrafił podjąć rywalizacji o miejsce w wyjściowej jedenastce.
W lipcu 2016 González powrócił do Independiente del Valle, dołączając do tej ekipy na zasadzie wypożyczenia. Jeszcze w tym samym miesiącu dotarł z ekipą prowadzoną przez Pablo Repetto do finału najbardziej prestiżowych rozgrywek Ameryki Południowej – Copa Libertadores.
| Sezon     | Klub                       | Kraj    | Rozgrywki | Mecze | Bramki |
| --------- | -------------------------- | ------- | --------- | ----- | ------ |
| 2011      | Independiente del Valle    | Ekwador | Serie A   | 3     | 0      |
| 2012      | Independiente del Valle    | Ekwador | Serie A   | 3     | 0      |
| 2013      | Independiente del Valle    | Ekwador | Serie A   | 42    | 6      |
| 2014      | Independiente del Valle    | Ekwador | Serie A   | 39    | 8      |
| 2014/2015 | Universidad de Guadalajara | Meksyk  | Liga MX   | 17    | 2      |
| 2015/2016 | Club León                  | Meksyk  | Liga MX   | 12    | 0      |
| 2016      | Independiente del Valle    | Ekwador | Serie A   |       |        |

## Kariera reprezentacyjna
W seniorskiej reprezentacji Ekwadoru González zadebiutował za kadencji selekcjonera Sixto Vizuete, 10 października 2014 w zremisowanym 1:1 meczu towarzyskim z USA. W następnym roku został powołany przez Gustavo Quinterosa na rozgrywany w Chile turniej Copa América, gdzie pełnił jednak rolę rezerwowego i ani razu nie pojawił się na boisku, zaś jego kadra odpadła z rozgrywek już w fazie grupowej.